# Aldabrachelys
Aldabrachelys är ett släkte av sköldpaddor som beskrevs av Loveridge och Williams 1957. Aldabrachelys ingår i familjen landsköldpaddor.
Den nu levande arten förekommer på Seychellerna och de utdöda arterna på Madagaskar. Angående arterna på Madagaskar var Aldabrachelys grandidieri större. Enligt uppskattningar åt den främst gräs medan Aldabrachelys abrupta var bladätare. Under en studie flyttades exemplar av aldabrasköldpaddan till Madagaskar.

## Taxonomi
- †Aldabrachelys abrupta
- Aldabrachelys gigantea
  - Aldabrachelys gigantea arnoldi
  - †Aldabrachelys gigantea daudinii
  - Aldabrachelys gigantea gigantea
  - Aldabrachelys gigantea hololissa
- †Aldabrachelys grandidieri